# Kristin Størmer Steira
Pour les articles homonymes, voir Størmer.
Kristin Størmer Steira, née le 30 avril 1981, est une fondeuse norvégienne. Elle a obtenu un titre olympique en relais en 2010 et une médaille de bronze lors du 30 kilomètres aux Jeux de Sotchi en 2014. Lors des Championnats du monde, Steira compte trois titres en relais et quatre médailles individuelles.

## Carrière sportive
Membre du club IL Forsøk, elle a fait ses débuts officiels en 2001, puis en Coupe du monde à Oslo en 2002. Après plusieurs podiums en relais, la Norvégienne réalise son premier top 3 lors du 15 km libre de Ramsau am Dachstein en décembre 2004, puis gagne une poursuite (15 km) à Pragelato un mois plus tard. Quelques semaines plus tard, aux Championnats du monde d'Oberstdorf, Steira décroche une médaille de bronze surprise lors de la poursuite 15 km derrière la vainqueur Julija Tchepalova et sa compatriote Marit Bjørgen. Ayant remporté sa première médaille en individuel en grand championnat, elle enchaine avec une son premier titre au relais 4 x 5 km obtenu avec Vibeke Skofterud, Hilde Pedersen et Marit Bjørgen. Aux Jeux olympiques d'hiver de 2006, elle cumule un total de trois quatrièmes places sur les  courses individuelles.
Elle prend sa revanche aux Championnats du monde, gagnant la médaille de bronze à  la poursuite (vainqueur : Olga Savialova), puis une médaille de bronze en relais et pour finir une médaille d'argent au trente kilomètres libre, juste derrière Virpi Kuitunen.
Lors des Jeux olympiques de Vancouver en 2010, elle échoue à la 4e place du 15 km poursuite devancée par Justyna Kowalczyk de seulement un dixième de seconde. Le 25 février, elle participe au relais olympique victorieux de la Norvège en compagnie de Marit Bjørgen, Therese Johaug et Vibeke Skofterud.
En 2014, lors des Jeux olympiques de Sotchi elle termine troisième du 50 kilomètres libre derrière ses compatriotes Marit Bjørgen et Therese Johaug. À l'issue de la saison 2015, elle se retire des compétitions de ski, souhaitant se consacrer uniquement à l'athlétisme.
Elle a également remporté le 5 000 m du championnat de Norvège d'athlétisme en 2009 et le 10 000 m du Championnat de Norvège en 2014. En 2011, en raison de ses performances dans deux sports, elle reçoit l'Egebergs Ærespris.
Son mari est le fondeur canadien Devon Kershaw.

## Palmarès

### Jeux olympiques
| Épreuve / Édition | Sprint                           | Sprint                           | 10 km                            | 10 km                            | Poursuite / Skiathlon 2 × 7,5 km | 30 km                               | Relais | Relais                         |
| Épreuve / Édition | libre                            | classique                        | libre                            | classique                        | Poursuite / Skiathlon 2 × 7,5 km | 30 km                               | Sprint | 4 × 5 km                       |
| JO 2006 Turin     | —                                | Épreuve inexistante à cette date | Épreuve inexistante à cette date | 4e                               | 4e                               | 4e                                  | —      | 5e                             |
| JO 2010 Vancouver | Épreuve inexistante à cette date | —                                | 8e                               | Épreuve inexistante à cette date | 4e                               | 8e                                  | —      | Médaille d'or, Jeux olympiques |
| JO 2014 Sotchi    | —                                | Épreuve inexistante à cette date | Épreuve inexistante à cette date | —                                | 21e                              | Médaille de bronze, Jeux olympiques | —      | —                              |

Légende :
- : première place, médaille d'or
- : troisième place, médaille de bronze
- : pas d'épreuve
- — : non disputée par Kristin Størmer Steira

### Championnats du monde
| Épreuve / Édition                  | Épreuve / Édition                  | Val di Fiemme 2003 | Oberstdorf 2005           | Sapporo 2007              | Liberec 2009             | Oslo 2011            | Val di Fiemme 2013   |
| 10 km                              | Classique                          |                    | 9e                        | 4e                        | 6e                       | 10e                  |                      |
| 10 km                              | Libre                              |                    | 9e                        | 4e                        |                          |                      | 9e                   |
| 10 km                              | Poursuite                          | 28e                |                           |                           |                          |                      |                      |
| 15 km                              | 15 km                              |                    | 9e                        | 4e                        | 6e                       |                      |                      |
| 30 km                              | Classique départ en ligne          |                    |                           | Médaille d'argent, monde  |                          |                      | 9e                   |
| 30 km                              | Libre                              | 25e                |                           |                           |                          | 5e                   |                      |
| 30 km                              | Libre départ en ligne              |                    |                           |                           | 5e                       |                      |                      |
| Poursuite / Skiathlon (2 × 7,5 km) | Poursuite / Skiathlon (2 × 7,5 km) |                    | Médaille de bronze, monde | Médaille de bronze, monde | Médaille d'argent, monde | 9e                   | 4e                   |
| Relais 4 × 5 km libre              | Relais 4 × 5 km libre              |                    | Médaille d'or, monde      | Médaille de bronze, monde | 4e                       | Médaille d'or, monde | Médaille d'or, monde |

Légende :
- : première place, médaille d'or
- : deuxième place, médaille d'argent
- : troisième place, médaille de bronze

### Coupe du monde
- Meilleur classement général : 6e en 2010 et 2013.
  - Meilleur classement en distance : 3e en 2010 et 2013.
- 29 podiums : 
  - 10 podiums en épreuve individuelle : 3 victoires, 3 deuxièmes places et 4 troisièmes places.
  - 19 podiums en épreuve par équipes : 13 victoires, 4 deuxièmes places et 2 troisièmes places.

#### Courses par étapes
- Meilleur classement en course à étapes : 3e du Tour de ski 2012-2013.
- 12 podiums d'étapes : 3 victoires, 8 deuxièmes places et 1 troisième place.

#### Détail des victoires individuelles
| Épreuve / Édition | 15 km libre | Poursuite / Skiathlon |
| 2004-05           |             | Pragelato             |
| 2008-09           | La Clusaz   |                       |
| 2012-13           |             | Sotchi                |

##### Victoires d'étapes
| Date            | Lieu          | pays      | Compétition | Discipline  |
| --------------- | ------------- | --------- | ----------- | ----------- |
| 2 janvier 2007  | Oberstdorf    | Allemagne | Tour de Ski | 10 km PU    |
| 22 mars 2009    | Falun         | Suède     | Finales     | 10 km TL HS |
| 10 janvier 2010 | Val di Fiemme | Italie    | Tour de Ski | 9 km TL PU  |

Légende :

TC = classique

TL = libre

MS = départ en masse

HS = départ avec handicap

PU = poursuite

#### Classements en Coupe du monde
| Année     | Classement général final | Classement distance | Classement sprint |
| 2002-2003 | 43e                      |                     |                   |
| 2003-2004 | 27e                      | 20e                 |                   |
| 2004-2005 | 12e                      | 9e                  |                   |
| 2005-2006 | 22e                      | 12e                 |                   |
| 2006-2007 | 14e                      | 12e                 |                   |
| 2007-2008 | 16e                      | 12e                 | -                 |
| 2008-2009 | 9e                       | 4e                  | 53e               |
| 2009-2010 | 6e                       | 3e                  | 49e               |
| 2010-2011 | 28e                      | 19e                 |                   |
| 2011-2012 | 14e                      | 9e                  |                   |
| 2012-2013 | 6e                       | 3e                  | 45e               |
| 2013-2014 | 19e                      | 11e                 |                   |
| 2014-2015 | 55e                      | 33e                 |                   |

### Championnats de Norvège
- Championne sur trente kilomètres classique en 2010.
- Championne sur le skiathlon en 2014.